# Christian Benítez
Christian Rogelio Benítez Betancourt (1 de maig de 1986 – 29 de juliol de 2013), més conegut com a Chucho, fou un futbolista equatorià que jugava com a davanter per l'equip El Jaish de la Qatar Stars League en el moment de la seva mort. Va començar la seva carrera al club El Nacional de l'Equador, i posteriorment va fitxar pel Santos Laguna, amb el qual va guanyar el premi al millor jugador del Clausura 2008. La temporada 2009–10 fou cedit al Birmingham City FC de la Premier League. Benitez va jugar 58 amb l'Equador des del seu debut el 2005, i hi va marcar 24 gols.